# Романов Георгій Михайлович
Георгій Михайлович Романов (рос. Георгий Михайлович Романов; 13 березня 1981, Мадрид, Іспанія) — російський підприємець, який визнається незначною частиною російських монархістів (так званими «кирилівцями») представником династії Романових та спадкоємцем верховенства в Російському імператорському домі.

## Біографія
Народився 13 березня 1981 року (у день сторіччя вбивства Олександра II). Єдина дитина великої княжни Марії Романової, яка на цей час формально була заміжем за принцем Франца Вільгельма Прусського (в православному шлюбі — Михайл Павлович). Був названий на честь свого прадіда по материнській лінії князя Георгія Олександровича Багратіон-Мухранского. Оскільки дід Георгія Володимир Кирилович під час Другої світової війни, який активно співпрацював з нацистським режимом Третього Рейху і після війни був змушений втікти і весь час переховуватися у франкіській Іспанії, на церемонії хрещення дітини були присутні лише представники іспанського королівського двору. Хрещений 6 травня 1981 року в православній церкві в Мадриді Архієпископом Лос-Анджелеським Антонієм (РПЦЗ), в присутності Короля Іспанії Хуана Карлоса і його дружини Королеви Софії, колишнього Царя Болгарії Симеона II і його дружини Цариці Маргарити, а його хрещеним батьком був колишній грецький король Костянтин II.
Дитинство пройшло в місті Сен-Бріак, потім переїхав до Парижа. До 1999 року разом зі своєю матір'ю проживав у рідному Мадриді. Окрім російської, вільно володіє англійською, французькою та іспанською мовами. Вперше відвідав Росію в 1992 році, коли вся його сім'я прибула на відспівування його діда Володимира Кириловича. З тих пір часто буває в Росії.
9 квітня 1998 року у час паломницької поїздки до Святої землі приніс встановлену Основними законами Російської імперії династичну присягу. Церемонія відбулася в Єрусалимі, в Тронному залі патріаршої резиденції, де присягу взяв Патріарх Єрусалимський Діодор.
Навчався в школах Франції та Іспанії. Здобув освіту в Оксфордському університеті. Почав працювати в апараті Європарламенту, потім перейшов на посаду помічника віце-президента Єврокомісії і комісара з транспорту та енергетиці Лайоло де Паласіо в Брюсселі, а потім працював в апараті Європейської комісії в Люксембурзі, де займався проблемами атомної енергетики і безпеки ядерного виробництва.
Неодноразово представляв Російський імператорський дім на різних європейських церемоніях, зокрема в 2005 році на похоронах Великої Герцогині Люксембургу Жозефіни-Шарлотти і Князя Монако Реньє III.
12 грудня 2008 року призначений радником генерального директора ГМК «Норильський нікель» і членом правління Інституту нікелю. Його діяльність, серед іншого, була спрямована на реалізацію програми компанії «Норильський нікель» з оскарження рішення Єврокомісії про класифікацію ряду сполук нікелю в якості небезпечних речовин. В січні 2014 року залишив цей пост. В тому ж році, використовуючи досвід роботи в «Норильському нікелі», заснував власне PR-агентство Romanoff & Partners в Брюсселі, яке представляє інтереси російських і східноєвропейських компаній в ЄС.
У 2014 році заснував «Імператорський фонд дослідження онкологічних захворювань». Фонд сприяв відкриттю першого в Росії дитячого хоспісу в Павловську і паліативного центру для іногородніх дітей з важкими захворюваннями.
В 2014 році підтримав анексію Криму, за що 10 травня 2017 року був внесений в базу даних сайту «Миротворець». В 2018 році в ознаменування 235-річчя анексії Криму Російською імперією Георгій Михайлович з матір'ю здійснили поїздку до Криму. З 28 травня по 3 червня вони відвідали Сімферополь, Севастополь, Феодосію. Крім того, в суботу 2 червня під час візиту до Керчі імператорська сім'я проїхала на російському автомобілі LADA Largus по Кримському мосту, за кермом був сам Георгій Михайлович.
З 2019 року — Голова Керуючої ради Всеросійського благодійного Фонду продовольства «Русь», який надає допомогу продуктами харчування соціально незахищеним співвітчизникам на всій території Російської Федерації.

## Сім'я
20 січня 2021 року на офіційному сайті так званого Російського імператорського дому було оголошено про майбутнє весілля Георгія Романова та італійки Ребекки Вірджинії Беттаріні (в православ'ї — Вікторії Романівни; 1982 р. н.), дочки дипломата Роберто Беттаріні і його дружини Карли Вірджинії, уродженої Каччіаторе. Її батько вніс вагомий вклад у вирішення питання про будівництво православного храму Святої Катерини в Римі. За своє сприяння Російській православної церкви і праці з розвитку російсько-італійських зв'язків, великою княгинею Марією Володимирівною був піднесений до рангу кавалера Імператорського Ордена Святої Анни 1-го ступеня, завдяки чому зарахований до історичного спадкового дворянства Російської імперії.
З 2017 року Ребекка Беттаріні була директором благодійного Російського Імператорського Фонду. З 2019 року вона проживає в Москві. 12 липня 2020 року в Петропавлівському соборі була прийнята в православ'я. У тому ж році, за участь в справах милосердя в Росії і за сприяння гуманітарного співробітництва між Росією і Європою, була зведена Марією Володимирівною в Дами Імператорського Ордена Святої Великомучениці Анастасії.
24 січня 2021 року в костромському Іпатіївському монастирі відбулися заручини Георгія Романова та Вікторії Беттаріні. 1 жовтня 2021 року пара одружилась в Санкт-Петербурзі. 21 жовтня 2022 року народився син Олександр, названий на честь Олександра Невського.

## Нагороди

### Дім Романових
- Орден Андрія Первозванного
- Орден Святого Олександра Невського
- Орден Білого Орла
- Орден Святої Анни 1-го ступеня
- Орден Святого Станіслава 1-го ступеня

### Португальська королівська сім'я
- Орден Крила Святого Михаїла, великий хрест
- Орден Непорочного зачаття Діви Марії Вілла-Вікозької, великий хрест

### Савойська династія
- Вищий орден Святого Благовіщення
- Орден Святих Маврикія та Лазаря, великий хрест

### Російська православна церква
- Орден Святителя Бруклінського Рафаїла 1-го ступеня (РПЦЗ; 6 травня 2018) — «За старанну працю зі зміцнення доброї діяльності Імператорського Фонду вивчення онкологічних захворювань і у зв'язку з багаторічним, самовідданим і славетним служінням благу народів Вітчизни нашої і Розсіяння Російського.»
- Медаль Преподобного Благовірного князя Олега Брянського 1-го ступеня

### Інші країни і династії
- Почесний член Імператорського православного палестинського товариства (Росія)
- Орден Святої Трійці, великий хрест (Ефіопська імператорська сім'я)
- Бальї Великого хреста честі та відданості (Мальтійський орден)
- Ювілейна медаль «20 років Придністровської Молдавської Республіки» (2 вересня 2010)